# Parafia św. Jana Pawła II w Ruścu
Parafia pw. Świętego Jana Pawła II w Ruścu – parafia rzymskokatolicka należąca do dekanatu raszyńskiego, archidiecezji warszawskiej, metropolii warszawskiej Kościoła katolickiego.

## Historia parafii
Parafię erygował 1 września 2019 roku arcybiskup metropolita warszawski kardynał Kazimierz Nycz, wydzielając ją z parafii św. Klemensa PM w Nadarzynie.

## Proboszczowie
- ks. Jarosław Kuśmierczyk (od 2019)